# Chimarra crenobia
Chimarra crenobia är en nattsländeart som beskrevs av Wolfram Mey 1995. Chimarra crenobia ingår i släktet Chimarra och familjen stengömmenattsländor. Inga underarter finns listade i Catalogue of Life.